# Municipio de Hassan Valley
El municipio de Hassan Valley (en inglés: Hassan Valley Township) es un municipio ubicado en el condado de McLeod en el estado estadounidense de Minnesota. En el año 2010 tenía una población de 693 habitantes y una densidad poblacional de 8,02 personas por km².

## Geografía
El municipio de Hassan Valley se encuentra ubicado en las coordenadas 44°50′45″N 94°18′55″O / 44.84583, -94.31528. Según la Oficina del Censo de los Estados Unidos, el municipio tiene una superficie total de 86.45 km², de la cual 86,27 km² corresponden a tierra firme y (0,2 %) 0,17 km² es agua.

## Demografía
Según el censo de 2010, había 693 personas residiendo en el municipio de Hassan Valley. La densidad de población era de 8,02 hab./km². De los 693 habitantes, el municipio de Hassan Valley estaba compuesto por el 96,97 % blancos, el 0,72 % eran afroamericanos, el 1,15 % eran asiáticos y el 1,15 % eran de una mezcla de razas. Del total de la población el 0,14 % eran hispanos o latinos de cualquier raza.